# The Wiz (musical)
The Wiz: The Super Soul Musical "Wonderful Wizard of Oz" è un musical con musica e versi di Charlie Smalls e libretto di William F. Brown, basato sul romanzo di L. Frank Baum Il meraviglioso mago di Oz. Il musical dopo la prima assoluta a Baltimora del 21 ottobre 1974 con Ben Harney e Butterfly McQueen, ha debuttato al Majestic Theatre di Broadway il 5 gennaio 1975 con Stephanie Mills, Hinton Battle, Ted Ross, Dee Dee Bridgewater, Clarice Taylor, Phylicia Rashād e Victor Willis per la regia di Geoffrey Holder ed è rimasto in scena per 1687 repliche, vincendo sette Tony Awards tra cui miglior musical.
Dal musical è stato tratto il film I'm Magic del 1978 diretto da Sidney Lumet e interpretato da Michael Jackson e Diana Ross.